# A Manchester United FC játékosainak listája

Ryan Giggs lépett pályára a legtöbbször a Manchester United színeiben, 23 év alatt 963 találkozón viselte a vörös mezt

Az alábbi listák a Manchester United FC színeiben valaha pályára lépő játékosokat sorolja fel. A csapatot 1878-ban alapították Newton Heath LYR néven, első hivatalos mérkőzésüket 1886-ban játszották, az FA-Kupa első fordulójában. Azóta 977 játékos lépett pályára a híres vörös mezben.
A rekordot Ryan Giggs tartja 963 mérkőzéssel, amit 23 év alatt ért el. Bobby Charlton rekordját a 2008-as UEFA-bajnokok ligája-döntőben döntötte meg. Összesen nyolc játékos érte el az 500 mérkőzést a United játékosaként: Joe Spence, Tony Dunne, Alex Stepney, Bill Foulkes, Denis Irwin, Gary Neville, Paul Scholes és David de Gea. A legutóbbi játékos, aki átlépte a 100 mérkőzéses határt André Onana volt 2025-ben, míg a legutóbbi, aki elért az ötszázat, De Gea volt, 2022-ben. A legutóbbi debütáló a United színeiben a szlovén Benjamin Šeško volt, aki a 2025–2026-os szezonban az angol bajnokságban mutatkozott be, az Arsenal ellen.

## Listák pályára lépések szerint
- 1–24 pályára lépés: A Manchester United FC játékosainak listája (1–24 pályára lépés)
- 25–99 pályára lépés: A Manchester United FC játékosainak listája (25–99 pályára lépés)
- legalább 100 pályára lépés: A Manchester United FC játékosainak listája (legalább 100 pályára lépés)